# Habshan-Fujairahpijpleiding
De Habshan-Fujairahpijplijn, ook wel de Abu Dhabi Crude Oil Pipeline (ADCOP) genoemd, vervoert aardolie vanuit Abu Dhabi naar de westkust van de Verenigde Arabische Emiraten. De olie komt uit bij de havenplaats Fujairah aan de Golf van Oman en hoeft niet meer met tankers door de strategisch belangrijke straat van Hormuz.

## Geschiedenis
De pijplijn wordt aangelegd in opdracht van International Petroleum Investment Company (IPIC), een staatsbedrijf van Abu Dhabi. Met de aanleg is het niet meer noodzakelijk de olie met tankers vanuit de Perzische Golf via de nauwe straat van Hormuz naar de belangrijke afnemers te vervoeren. De pijplijn heeft een capaciteit van 1,5 miljoen vaten olie per dag, dat is circa de helft van de totale olieproductie van Abu Dhabi. Op jaarbasis is dit vergelijkbaar met ongeveer 60 à 70 miljoen ton aardolie. De capaciteit van de pijplijn kan later verder worden verhoogd tot 1,8 miljoen vaten per dag. Met de bouw is in maart 2008 een start gemaakt, de oplevering is fors vertraagd maar medio 2012 werd de pijplijn in gebruik genomen.

## Technische gegevens
De pijplijn heeft een diameter van 1220 millimeter. Het startpunt is bij Habshan, een belangrijke verzamelplaats van olie in Abu Dhabi, en gaat vandaar in westelijke richting, langs Sweihan en Al Ain naar Fujairah. De pijplijn heeft een lengte van circa 360 kilometer en de kosten van de stalen buizen alleen was al US$ 0,5 miljard.
Fujairah is reeds een belangrijke oliehaven, maar de capaciteit van de opslagtanks is uitgebreid en er komt ook een aardolieraffinaderij met een verwerkingscapaciteit van 200.000 vaten olie per dag. Deze raffinaderij is ook een project van IPIC en vergt een investering van ongeveer US$ 3 miljard. Het is niet noodzakelijk dat de tankers de haven binnenvaren. Op een paar kilometer buiten de kust komen punten waar de schepen aanmeren en de olie wordt vanuit de kust naar de schepen verpompt.